# Гімназія Густава Адольфа (Таллінн)
Гімназія Густава Адольфа (ест. Gustav Adolfi Gümnaasium) — найстаріша постійно діюча школа Естонії, що має майже 400-річну історію. Одна з найдавніших постійно діючих шкіл Європи.

## Історія
Територія Естонії в 1629 році потрапила у володіння Королівства Швеція, правителі якого вирішили підняти в регіоні рівень освіти, навчаючи тут урядовців, теологів, лікарів. Для цього в Дорпаді (Тарту) відкрили університет, а в Таллінні гімназію та друкарню. 16 лютого 1631 р. магістрат Таллінну й шляхта Естландії заснували гімназію (школу), що затвердив король Густав II Адольф Ваза. 6 червня 1631 школа була урочисто відкрита (лат. Gymnasium Revaliense), 1654 при ній заклали бібліотеку. У школі було 4-річне навчання (класи quarta, tertia, secunda, prima) (1645-1745). Навчання провадило 4 професори, 2 вчителі нижчих класів. Ректор школи запрошував професорів з Риги. На латині навчали риторики, поезії, латини, грецької, гебрайської, математики, теології, історії. 

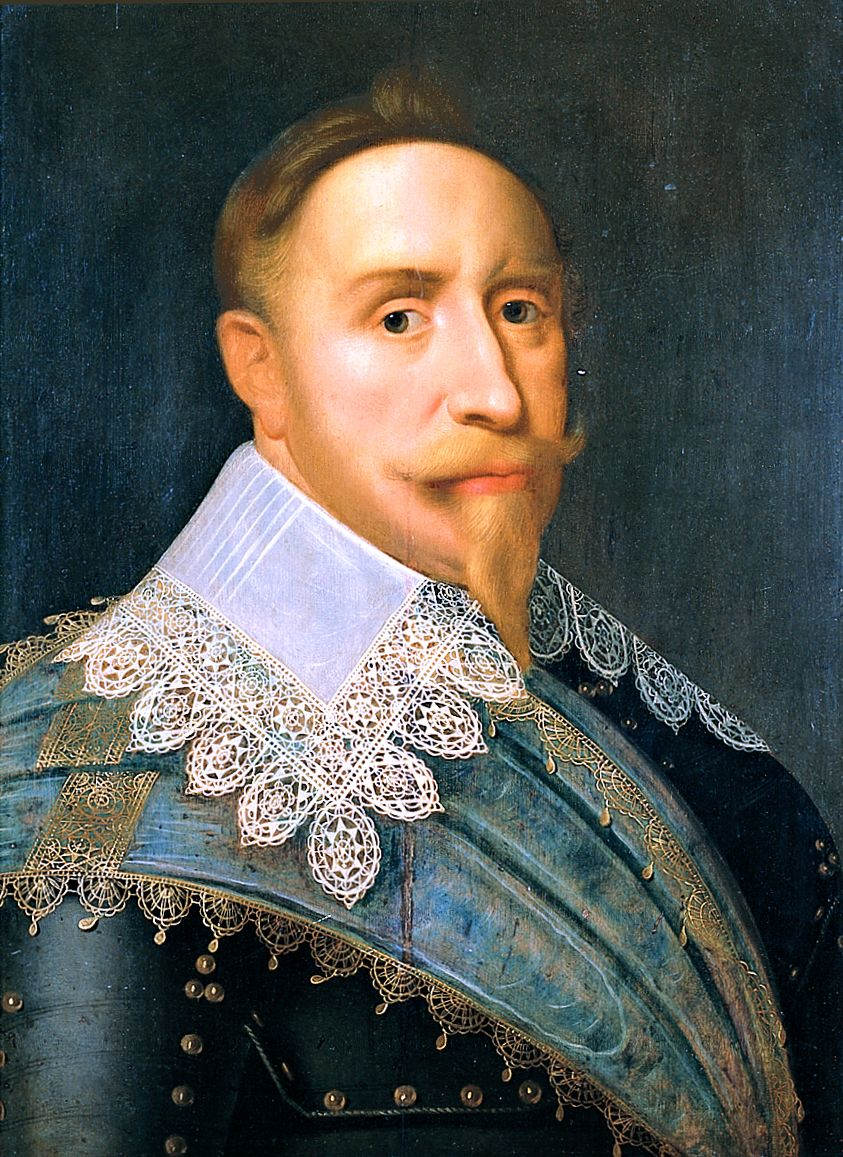
Густав ІІ Адольф

У ході Північної війни Естландію 1710 року захопило Московське царство. 1745 року ввели п'ятий клас (quinta) для вивчення кирилиці. Олександр I 1805 р. реформував гімназію в губернську гімназію Ревеля. Навчання латиною замінили німецькою мовою. Гімназія була 3-класною (1805), 5-класною (1821), 7-класною (1861), 8-класною (1890). При реорганізації 1890 р. вона отримала назву гімназія імператора Миколи І. У ході політики русифікації 1892 р. навчання ввели російською мовою із забороною спілкування учнями між собою німецькою. 1905 р. була введена російська шкільна форма.
З початком Першої світової війни в будівлі школи відкрили 1914 р. шпиталь. Під німецькою окупацією лютий-листопад 1918 р. була введена прусська система навчання і вперше присвоєно назву Гімназія Густава Адольфа (нім. Gustav Adolf Gymnasium). З встановленням незалежної естонської держави з 6 грудня 1918 р. була закрита.
З 1923 р. у гімназії ввели естонську шкільну програму й присвоїли назву Міська гуманітарна гімназія Таллінна (ест. Tallinna Linna Poeglaste Humanitaargümnaasium). Вивчали іноземні мови: німецьку, англійську, французьку, російську, латину. З 1932 р. повернули назву Гімназія Густава Адольфа.
З початком Другої світової війни при окупації Естонії СРСР її перейменували 1940 р. на 1 середню школу Таллінна із забороною вивчення філософії, релігії. Під час німецької окупації (1941-1944) будівлю школи зайняв Вермахт, а їй повернули стару назву. При другій окупації СРСР Естонії гімназія знову стала СШ 1 Таллінна.
З посиленням руху за відновлення незалежності Естонії школі 1990 р. повернули ім'я засновника. Тепер це елітна гімназія двох ступенів навчання, де 70 вчителів навчають 1100 учнів у 1 — 12 класах.

### Будівля
Школу заклали в заснованому 1249 року монастирі цистерціанців. Нині вона розміщується в східному крилі монастиря, яке зазнало декілька перебудов. Теперішнього вигляду будівля школи набула при перебудові 1910 року, реконструкції 2008 року.